# Мавзолей Рабиги Султан Бегим
Мавзолей Рабиги Султан Бегим — мавзолей эпохи Шейбанидов, постройка XV века, расположенная в городе Туркестане, Республика Казахстан.
Дочь учёного астронома и правителя государства Тимуридов Улугбека — Рабига Султан Бегим в 1451 году была выдана замуж за хана Узбекского улуса Абулхайр-хана. Она стала матерью двух младших сыновей хана Абулхайра, ханов Кучкунджи-хан и Суюнчходжа-хана, прожила в Туркестане и умерла в 1485 г. Мавзолей был возведен по указанию старшего сына Рабии Кучкунджи-хана. Восьмигранный портально-купольный мавзолей Раби'и наследует традиции и приемы эпохи Тимуридов.
В 1896 г. мавзолей, пришедший в ветхость, был разобран. Руины здания сравнялись с землей. В 1952, 1954 и 1957 гг., стены мавзолея Рабии были раскрыты на высоту до 3 м. Под полом был найден большой склеп. В 1960—1963 году остатки надземных частей мавзолея по недосмотру были разобраны на кирпич. В 1980 мавзолей был восстановлен.
Рабига была четвертой женой Абулхайр-хана, но народ считал ее главной женой. Надпись на ступе мавзолея Рабиги Султан Бегим сохранилась в первозданном виде. Отрывок из надписи: «Это место успокоения благородной, добродетельной Рабиги Султан Бегим, дочери умершего мученической смертью, могущественного, великого султана Улугбека Гурагана, сына могущественного эмира Тимура Гурагана. Да осветит бог все их могилы до дня суда…».
Мавзолей выполнен в восточном стиле. Центральная часть мавзолея представляет собой цилиндрическую форму покрытую куполом. В мавзолее пять комнат.